# Camila Solórzano Ayusa
Camila Solórzano Ayusa (sinh ngày 16 tháng 8 năm 1989) là một nữ hoàng sắc đẹp người Argentina, cô đã giành chiến thắng tại cuộc thi Hoa hậu Argentina 2012, sau đó đại diện cho Argentina tại cuộc thi Hoa hậu Hoàn vũ 2012.

## Hoa hậu Trái Đất 2008
Camila Solórzano là đại diện của Argentina tại cuộc thi Hoa hậu Trái Đất 2008 diễn ra tại Philippines nhưng không đạt thành tích.

## Hoa hậu Argentina 2012
Camila Solórzano, đến từ Tucumán, đã đăng quang Hoa hậu Argentina 2012 được tổ chức vào ngày 6 tháng 11. Camila lúc đăng quang là 23 tuổi và cao 179 cm.

## Hoa hậu Hoàn vũ 2012
Camila Solórzano đại diện cho Argentina tại cuộc thi Hoa hậu Hoàn vũ 2012 được tổ chức vào tháng 12 cùng năm tại Las Vegas, Hoa Kỳ nhưng không lọt vào Top 16.